# Wapen van Nieuwolda

Het wapen van Nieuwolda

Het wapen van Nieuwolda werd op 19 januari 1931 per Koninklijk Besluit door de Hoge Raad van Adel aan de Groninger gemeente Nieuwolda toegekend. Vanaf 1990 is het wapen niet langer als gemeentewapen in gebruik omdat de gemeente Nieuwolda opging in de gemeente Scheemda. De gouden kroon van drie bladeren en 2 parels en de spreuk Miles Dominis Indefessus, de onvermoeibare strijder des Heeres, zijn overgenomen in het wapen van Scheemda.

## Blazoenering
De blazoenering van het wapen luidt als volgt:
In zilver een krijgsman uit de eerste helft der 17de eeuw naar de rechterzijde van het schild gekeerd met een sloof met zaadkorrels om zijn middel, gaande in zaaiende houding op geploegd land, waarop zaadkorrels liggen, alles van natuurlijke kleur. Het schild gedekt door een gouden kroon van 3 bladeren en 2 parels; wapenspreuk; Miles Dominis Indefessus

## Verklaring
Het wapen is afgeleid van het oude kerspelwapen van Nieuwolda met wellicht een Bijbelse oorsprong.

## Verwante wapens

Wapen van Scheemda per 17 juli 1991

Adorp
· Aduard
· Appingedam
· Baflo
· Bedum
· Beerta
· Bellingwedde
· Bellingwolde
· Bierum
· De Marne
· Delfzijl 
· Eemsmond
· Eenrum
· Ezinge
· Finsterwolde
· Grijpskerk
· Grootegast
· Haren
· Hefshuizen
· Hoogezand
· Hoogezand-Sappemeer
· Hoogkerk
· Kantens
· Kloosterburen
· Leek
· Leens
· Loppersum
· Marum
· Meeden
· Menterwolde
· Middelstum
· Midwolda
· Muntendam
· Nieuweschans
· Nieuwe Pekela
· Nieuwolda
· Noordbroek
· Noorddijk
· Oldehove
· Oldekerk
· Onstwedde
· Oosterbroek
· Oude Pekela
· Reiderland
· Sappemeer
· Scheemda
· Slochteren
· Stedum
· Ten Boer
· Termunten
· Uithuizen
· Uithuizermeeden
· Ulrum
· Usquert
· Vlagtwedde
· Warffum
· Wedde
· Wildervank
· Winschoten
· Winsum
· 't Zandt
· Zuidbroek
· Zuidhorn